# Északkelet-grönlandi Nemzeti Park
Az Északkelet-grönlandi Nemzeti Park (grönlandiul Kalaallit Nunaanni nuna eqqissisimatitaq, dánul Grønlands Nationalpark) Földünk legnagyobb területű természetvédelmi területe a maga 972 000 km²-ével. Északkelet-Grönlandon helyezkedik el; a szárazföldi jégtakaró is a park része a jégmentes parttal együtt. A parkot 1974. május 22-én hozták létre, majd 1988-ban 272 000 km²-rel növelték meg a területét. 1986-ban 40 ember lakta állandóan a park területét a Mestersvig katonai támaszponton. Napjainkban több kisebb bázis működik kisebb személyzettel a parkban (a Mestersvig is még működik kétfős személyzettel). A terület egésze sarkvidéki éghajlatú, az éves csapadékmennyiség észak felé haladva fokozatosan csökken (példaként említendő, hogy ameddig az északi Peary-föld éves csapadékmennyisége 200 mm, addig a park déli, partközeli területein már eléri a 430 mm-t).
A vegetációs időszak a növények számára nagyon rövid. Jelentős a pézsmatulok- (Ovibos moschatus) és a jegesmedveállománya (Ursus maritimus), ugyanakkor a sarki róka (Alopex lagopus) is megél e zord vidéken. A délebbi fjordokban rozmár és több fókafaj is megfordul. Nyáron többek között itt költ a jeges búvár (Gavia immer), az apácalúd (Branta leucopsis) és a rövidcsőrű lúd (Anser brachyrhynchus) is.